# Jim Thompson (Designer)
James H. W. „Jim“ Thompson (* 21. März 1906 in Greenville, Delaware; † am oder nach dem 27. März 1967) war ein US-amerikanischer Unternehmer, der wesentlich dazu beitrug, die Seiden- und Textilindustrie Thailands zu revolutionieren.
Um sein mysteriöses Verschwinden am Ostersonntag im Jahr 1967 ranken sich bis heute die wildesten Gerüchte: Er sei entführt worden, von einem Tiger gefressen, umgebracht, habe Selbstmord begangen oder sei in ein anderes Leben untergetaucht. 
Thompson gilt bis heute als einer der bekanntesten westlichen Ausländer in Asien.

## Leben

### Ausbildung und militärische Karriere
Thompson studierte an der Princeton University und der University of Pennsylvania. Nach dem Studium war er bis 1940 als Architekt in New York tätig. Danach meldete er sich freiwillig zum US-Wehrdienst. Während des Zweiten Weltkriegs kam er zum Geheimdienst Office of Strategic Services (OSS). Er wurde abkommandiert, um mit französischen Truppen in Nordafrika zu arbeiten. Später führte ihn sein militärischer Dienst auch nach Frankreich, Italien und Asien. 
Zum Ende des Zweiten Weltkriegs befand sich Thompson auf dem Weg nach Bangkok. Dort übernahm er die Verantwortung als OSS Station Chief und erhielt Ende 1946 den Auftrag, in die USA zurückzukehren, um aus der Armee entlassen zu werden.

### Wirken in Thailand
Nach erfolglosen Versuchen, beim alten Oriental-Hotel einzusteigen, gründete er Anfang 1948 ein eigenes Seidengeschäft und Ende 1948 die Thai Silk Company Limited. Zu dieser Zeit war die Seidenproduktion in Thailand kein kommerzieller Faktor. Vielmehr webten Familien Seide für den Eigenbedarf, beispielsweise zum Gebrauch bei Zeremonien. 
Durch die Kombination von industriellen Fertigungsstandards und traditioneller Weberei gelang es ihm, Qualität und Volumen der produzierten Seide überproportional zu erhöhen. Er bediente sich dabei in erster Linie eines Netzwerkes muslimischer Weberfamilien, die er gegenüber seinem 1959 erbauten, aus sechs Häusern bestehenden Wohnkomplex in Bangkok ansiedelte. Das Haus ist heute ein Museum. Darin finden sich noch heute hochwertige Antiquitäten, die Thompson sammelte. Viele alte asiatische Motive nutzte er für das Design von Seidenmaterialien.
Thompson galt als hochtalentierter Verkäufer. Innerhalb weniger Jahre machte er thailändische Seide populär. Internationale Hotels und Prominenz zählten zu seinen Kunden und Gästen.
Am 27. März 1967 verschwand Jim Thompson spurlos während eines Besuches der Cameron Highlands im Dschungel Malaysias. Mehrere Suchaktionen blieben erfolglos. Sein Körper wurde nie gefunden, auch fand man nie irgendwelche andere Spuren. Mysteriös bleibt sein Verschwinden auch deshalb, weil er in seiner Geheimdienstzeit ein Überlebenstraining erfolgreich absolviert hatte.

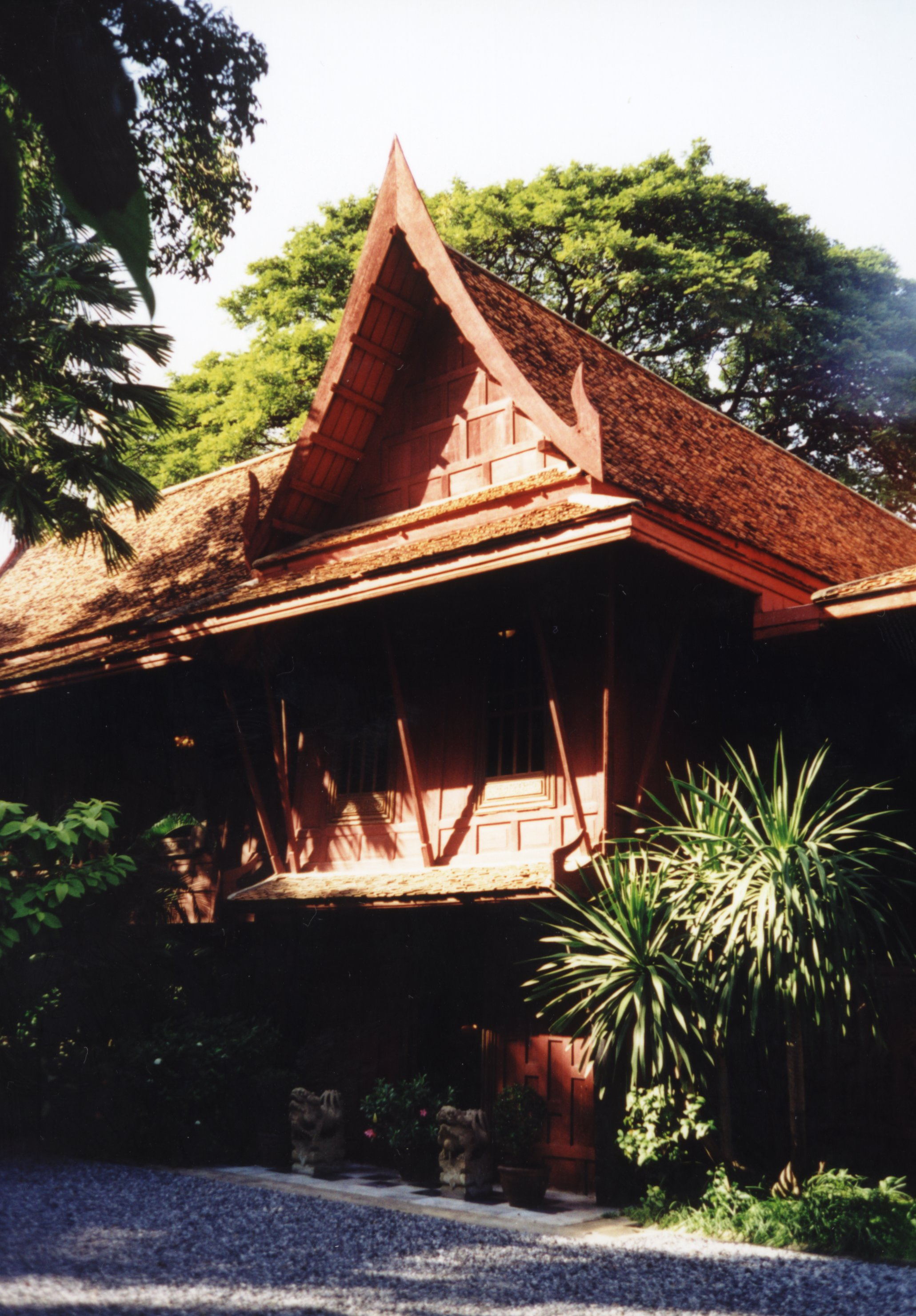
Jim Thompson House

## Jim-Thompson-Haus
1976 wurde die James H. W. Thompson Foundation gegründet, welche sein Erbe verwaltet. Thompsons Anwesen in Pathum Wan, einem Stadtteil von Bangkok, in der Soi Kasemsan 2, wurde ebenfalls der Stiftung übertragen. Das Jim Thompson House ist eine der Touristenattraktionen der Stadt, in dem Komplex mehrerer traditioneller thailändischer Häuser sind auch Teile seiner umfangreichen Kunstkollektion ausgestellt. Thompson entdeckte einige der fünf Häuser bei Ayutthaya und ließ sie in Bangkok wieder aufbauen. Die Häuser sind umgeben von einem Dschungelgarten und führen den Besucher neben seiner faszinierenden Lebensgeschichte über die mysteriöse Geschichte seines Verschwindens in den Cameron Highlands in eine Welt von Seide, asiatischer Kultur und Kunstgeschichte.